# Thomas Reinders
Thomas Reinders (Nijmegen, 11 januari 2004) is een Nederlandse voetballer die doorgaans speelt als centrale verdediger.

## Carrière
Reinders doorliep de jeugdopleiding van N.E.C. en zat als speler van de O21 op 7 april 2024 al eens bij de wedstrijdselectie van het eerste elftal tijdens een met 0-3 gewonnen uitwedstrijd bij Vitesse. In de voorbereiding op het seizoen 2024/25 werd de Nijmegenaar voorlopig toegevoegd aan de selectie van N.E.C.. Daar maakte hij zijn officieuze debuut op 6 juli 2024, in een met 0-5 gewonnen oefenwedstrijd tegen het Schouws Elftal. De transfervrije verdediger sloot in de voorbereiding op het seizoen 2025/26 als testspeler aan bij VVV-Venlo. Die proefperiode leverde hem daar in juli 2025 een contract op voor drie seizoenen. Op 8 augustus 2025 maakte Reinders bij de eerstedivisionist zijn debuut in de basiself in een met 3-2 verloren uitwedstrijd bij De Graafschap.

### Clubstatistieken
| 2024/25                        | N.E.C.    | Eredivisie     | 0 | 0 | 0 | 0 | 0 | 0 | 0 | 0 |
| 2024/25                        | → TOP Oss | Eerste divisie | 0 | 0 | 0 | 0 | — | — | 0 | 0 |
| 2025/26                        | VVV-Venlo | Eerste divisie | 2 | 0 | 0 | 0 | — | — | 2 | 0 |
| Totaal                         | Totaal    | Totaal         | 2 | 0 | 0 | 0 | 0 | 0 | 2 | 0 |
| Bijgewerkt op 16 augustus 2025 |           |                |   |   |   |   |   |   |   |   |